# Immenstedt (bei Albersdorf)
Immenstedt ist eine Gemeinde im Kreis Dithmarschen in Schleswig-Holstein.

## Geografie

### Lage
Nördlich von Albersdorf in Richtung Tellingstedt an der Trasse des alten Ochsenweges (heute Landesstraße 149) liegt das Reihendorf Immenstedt. Die L 149 ist hier ein Teil der Grünen Küstenstraße.

### Nachbargemeinden
Nachbargemeinden sind im Uhrzeigersinn im Nordwesten beginnend die Gemeinden Tellingstedt, Süderdorf, Osterrade, Bunsoh, Schrum und Welmbüttel (alle im Kreis Dithmarschen).

### Landschaft
Früher gab es hier eine weite Heidelandschaft - die Immenstedter Loh - bekannt durch die Sage Ein weißes Pferd weiset die heilige Stätte.
Der Ort ist umgeben von Äckern, Wiesen und Weiden. Der Bach Westerau, der später in die Gieselau fließt, hat seinen Ursprung als Grenzbach zwischen der Gemeinde Schrum und der im Norden liegenden Gemeinde Welmbüttel. Dieser Quellbereich des Baches ist bei Neocorus (Bd. II Seite 267) schon um 1600 mit Kellihorn-Scheide-Beek benannt und dann Schrum-Brooks-Beke, bis er in die Westerau mündet und schließlich zur Gieselau und letztlich in die Eider mündet.

## Geschichte
Erstmals erwähnt wurde Immenstedt im Jahre 1566 als Ihstenstede, was als die „Wohnstätte des Immo“ zu deuten ist.
Am 1. April 1934 wurde die Kirchspielslandgemeinde Albersdorf aufgelöst. Alle ihre Dorfschaften, Dorfgemeinden und Bauerschaften wurden zu selbständigen Gemeinden/Landgemeinden, so auch Immenstedt.

## Politik

### Gemeindevertretung
Bei der Kommunalwahl am 14. Mai 2023 wurden insgesamt sieben Sitze vergeben. Diese fielen erneut alle an die Kommunale Wählervereinigung Immenstedt. Die Wahlbeteiligung betrug 59,3 %.